# Fulvia
Fulvia (ca. 83 f.Kr. – 40 f.Kr.) var en aristokratisk romersk kvinde, der levede under den sene romerske republik. Fulvias herkomst fra et vigtigt politisk dynasti gjorde det muligt for hende at skabe sig politiske forbindelser, og senere ægteskaber med Publius Clodius Pulcher, Gaius Scribonius Curio og Marcus Antonius. Alle disse mænd kom til at få mere og mere lovende politiske karrierer som populares, tribuner og være tilhængere af Julius Cæsar.
Fulvia er forblevet en vigtig skikkelse i oldtidens romerske historie på grund af sin udholdenhed som en kvinde, der var stærkt involveret i politik, såvel som hendes rolle i Perusinerkrigen mod Cæsar Augustus (Octavian, den senere kejser Augustus). Hun spillede en vigtig politisk rolle bag kulisserne i sine tre ægteskaber. Selvom hun er mest berømt for sit virke for Antonius' karriere, har mange historikere debatteret om, hvorvidt Fulvia allerede var involveret i politik før hun ægtede sine mænd eller først efter hun havde giftet sig med dem. Én ting er dog sikkert: Hun var meget interesseret i politik og udviklede med tiden en stadig stærkere offentlig stemme. Hun er mest berømt for sine aktiviteter under sit tredje ægteskab og sit virke i Perusinerkrigen 41-40 f.Kr. Hun var den første romerske ikke-mytologiske kvinde, der optrådte på romerske mønter.

## Fødsel og tidlige liv
Fulvia er født og opvokset enten i Rom eller Tusculum. Hendes fødselsdato kendes ikke. Fulvia var medlem af Fulvia gens, som kom fra Tusculum. Fulvia-slægten var en af de mest fremtrædende og velhavende republikanske plebejiske familier i Rom. En række medlemmer af familien opnåede at blive konsuler og senatorer, dog er intet medlem af Fulvia-familien blevet registreret som værende konsul efter 125 f.Kr. Fulvia var det eneste barn af Marcus Fulvius Bambalio og Sempronia. Derfor kan Fulvia også have repræsenteret det sidste medlem af både Fulvia- og Sempronia-familierne, hvilket betød, at hun sandsynligvis var en arving af ekstrem rigdom og værdi. Hendes far Marcus fik tilnavnet "Bambalio", fra det latinske "at stamme", på grund af hans tøven i tale. Hendes morfar var Sempronius Tuditanus, som blev beskrevet af Cicero som en galning, der kunne lide at kaste sine penge til folket fra Rostra.

## Ægteskab med Clodius Pulcher
Hendes første ægteskab var med Publius Clodius Pulcher, omkring 62 f.Kr. Fulvia og Clodius fik to børn sammen, en søn også med navnet Publius Clodius Pulcher og en datter, Claudia. Som par rejste de sammen overalt. Claudia blev senere gift med den senere kejser Augustus.
I 52 f.Kr. stillede Clodius op til valget som praetor og den politiske kamp mod en konsulkandidat og rival, Titus Annius Milo, eskalerede til vold. Milo og hans bande dræbte Clodius den 18. januar på Via Appia, en vej bygget af Clodius' forfædre. Fulvia dukker først op i kilderne efter hans død. Fulvia og hendes mor Sempronia var til stede ved retssagen mod Milo, og Fulvias var anklagernes sidste vidne. For sin forbrydelse blev Milo forvist.
Mens han levede, havde Clodius haft kontrol over mange bander, og Fulvia beholdt den magt og status, der fulgte med deres loyalitet. Selv efter Clodius' død forblev hans tilhængerskare dog stærk på grund af Fulvias forståelse af hendes politiske potentiale, og Fulvia brugte denne stærke politiske tilslutning til at hævne hans død. Hun og hendes mor viste hans lig rundt på Roms gader, så de romerske borgere kunne se hans sår og blive vrede på Milo. Fulvia kom derfor aktivt til at investere sig selv i det politiske miljø, der fulgte efter hendes første mands død, som et "synligt symbol og påmindelse om hans tilstedeværelse."

## Ægteskab med Scribonius Curio
Med Pompejus magtovertagelse i Rom tvang han med militær styrke alle tilbageværende tilhængere af den afdøde Clodius ud, herunder kaptajner og tribuner. Det fik Fulvia til alene i byen fortsat at holde sin afdøde mands arv i live og udnytte enhver mulighed, der gjorde det muligt for hende at udvide hendes indflydelse og politiske prestige.
Hendes tid som enke varede ikke længe, da romerske enkers sædvanlige sørgeperiode var på ti måneder. Fulvia giftede sig højst sandsynligt med sin anden mand, Gaius Scribonius Curio, kort efter hans hjemkomst fra Asien og hendes sørgeperiode var slut. De blev gift i 52-51 f.Kr., hvilket i sidste ende befæstede hans position som den legitime "fortsætter og arvtager til Clodius' popularis-politik", selvom han i starten havde været en optimat. Ligesom Clodius var Curio meget populær blandt plebejerne. Han var fra en mindre fornem familie end Clodius, idet han var fra en ny konsulfamilie, men han kan have haft større rigdom. Han blev hurtigt vigtig for Gaius Julius Caesar og tilhængere af Clodius og blev en betroet og værdsat politisk allieret for disse vigtige individer på grund af hans ægteskab med Fulvia og hendes ønske på at fremme den Clodius' arv. I 50 f.Kr., året efter at han blev gift med Fulvia, vandt Curio valget som tribun.
Curio døde i 49 f.Kr., dræbt under Slaget ved Bagradas i Nordafrika, hvor han kæmpede for Julius Cæsar mod kong Juba 1. af Numidien. Under borgerkrigen opholdt Fulvia sig højst sandsynligt i Rom eller i nærheden, fordi Cæsars tropper havde overtaget Italien. På det tidspunkt var hun sammen med sine to børn med Clodius og var enten gravid med Curios søn eller havde allerede født ham.

## Ægteskab med Marcus Antonius
Efter Curios død i Afrika var Fulvia stadig en vigtig enke blandt den romerske elite, og hendes politiske interesser var velkendte. Et ægteskab med hende ville knytte et vigtigt bånd til Clodius og hans tilhænger, og det kunne tilbyde en ægtemand penge og politisk organisation. Desuden ville hendes næste mand blive stedfar til Clodius' børn, hvilket yderligere knyttede ham til Clodius' politik.
Fulvias tredje og sidste ægteskab blev indgået med Marcus Antonius i 47 eller 46 f.Kr. Et par år efter Curios død, selvom Cicero påstår, at Fulvia og Antonius havde haft et forhold siden 58 f.Kr. Cicero skrev om deres forhold i hans Philippiske taler, et middel til at angribe Antonius. Ifølge ham forlod Antonius i løbet af natten, mens Fulvia og Clodius var gift, engang en militærpost for at snige sig tilbage til Rom for personligt levere et kærlighedsbrev til Fulvia, der beskrev hans kærlighed til hende og fortalte, at han var holdt op med at se den berømte skuespillerinde Cytheris. Cicero påstår også, at Antonius havde ægtet Fulvia for hendes penge, selvom Antonius på tidspunktet for deres bryllup var en etableret politiker. Han havde allerede været tribun i 49 f.Kr., ledte hære under Cæsar og var Magister equitum (kavallerileder) i 47 f.Kr.
I sit ægteskab med Antonius var Fulvia ham ikke underordnet, snarere var de sammen blevet en "formidabel politisk kraft" i by Rom. Fulvia spillede en meget indflydelsesrig rolle i Marcus Antonius' politiske karriere. Hun var hjernen bag mange af hans politikker, såsom beslutningen om at give sicilianere romersk borgerskab, samt at bekræfte Dejotarus i hans rige, og hun var en meget overbevisende forkæmper for sin mand. Det er også muligt, at tidligere Clodius-politikker blev videreført gennem ham. De fik to sønner sammen, Marcus Antonius Antyllus og Iullus Antonius, og gennem hele deres ægteskab forsvarede Fulvia Antonius mod Ciceros angreb, fastholdt hans popularitet blandt hans soldater og forhindrede Octavians magtovertagelse. Faktisk beholdt Fulvia stadig støtten fra de bander, der tidligere havde været styret af hendes første mand, Clodius. Ved offentligt at associere sig med Clodius' børn, var Antonius i stand til at sikre sig denne støtte og gennem Fulvias indflydelse bruge dem, der var tilbage fra Clodius' bander i hans egne bandekrige mod Dolabella og hans tilhængere.
Gennem sin hustrus politiske forbindelser og hans nære venskab med Julius Cæsar, blev Antonius den mest magtfulde mand i Rom efter Cæsars mord. Derfor var det kun passende, at Fulvia kom til at spille em stor rolle i det politiske efterspil. Efter Cæsars død anerkendte senatet hans popularitet og erklærede, at det ville vedtage alle Cæsars planlagte love. Antonius var kommet i besiddelse af Cæsars papirer, og med muligheden for at fremvise papirer til støtte for enhver lov, tjente Fulvia og Antonius en formue og fik enorm magt. Hun tog angiveligt med Antonius til hans militærlejr ved Brundisium i 44 f.Kr. Appian skrev, at i december 44 og igen i 43 f.Kr., mens Antonius opholdt sig i udlandet og Cicero arbejdede for at Antonius skulle erklæres en statsfjende, forsøgte Fulvia at blokere sådanne erklæringer ved at anmode om støtte til Antonius.
Antonius dannede i 43 f.Kr. Det andet triumvirat med Octavian, den senere kejser Augustus, og Marcus Aemilius Lepidus og begyndte at udgive proskriptioner. For at styrke den politiske alliance og fremme Clodius' interesser blev Fulvias datter Claudia gift med den unge Octavian. Appian og Cassius Dio beskriver Fulvia som værende involveret i de proskriptioner, der blev brugt til at ødelægge fjender og skaffe hårdt tiltrængte midler til at sikre kontrollen over Rom. Antonius forfulgte sine politiske fjender, især Cicero, som havde kritiseret ham åbenlyst for at misbruge sine beføjelser som konsul efter Cæsars mord. Selvom mange gamle kilder skrev, at Fulvia var glad for at kunne hævne sig mod Cicero for Antonius' og Clodius' skyld, er Cassius Dio den eneste, der beskriver den glæde hun fik, da hun gennemborede den afdøde Ciceros tunge med sine gyldne hårnåle, som en sidste hævn mod Ciceros taleevne.

### Perusinerkrigen (41 f.Kr. til 40 f.Kr.) og Fulvias død

#### Baggrund
I 42 f.Kr. forlod Antonius og Octavian Rom for at forfølge Julius Cæsars mordere, Marcus Junius Brutus og Gaius Cassius Longinus. Fulvia blev efterladt tilbage som den mest magtfulde kvinde i Rom, da hun allerede gennem årtier havde fremvist sine politiske evner. Ifølge Cassius Dio kontrollerede Fulvia Roms politik. Dio skrev, at "året efter blev Publius Servilius og Lucius Antonius af navn konsuler, men i virkeligheden var det Antonius og Fulvia. Hun havde, som Octavians svigermor og Antonius hustru, ingen respekt for Lepidus på grund af hans dovenskab, og klarede selv anliggender, så hverken senatet eller folket handlede i modstrid med hendes fornøjelse."
Kort efter fordelte triumvirerne provinserne imellem sig. Lepidus tog den vestlige del, og Antonius drog til Egypten, hvor han mødte Kleopatra 7. Octavian vendte tilbage til Rom i 41 f.Kr. for at uddele jord til Cæsars veteraner, blev skilt fra Fulvias datter og anklagede Fulvia for at række ud mod den øverste magt. I frygt for at Octavian opnåede veteranernes loyalitet på Antonius' regning, rejste Fulvia konstant rundt med sine børn til de nye bosættelser for at minde veteranerne om deres gæld til Antonius. Fulvia forsøgte også at forsinke landbosættelserne, indtil Antonius var vendt tilbage til Rom, så de to triumvirer kunne dele æren. Med Octavian i Italien og Antonius i udlandet allierede Fulvia sig med sin svoger Lucius Antonius og støttede offentligt Marcus Antonius i opposition til Octavian.
Disse handlinger forårsagede politisk og social uro. I 41 f.Kr. eskalerede spændingerne mellem Octavian og Fulvia til krig i Italien: Perusinerkrigen 41-40 f.Kr. Ifølge Appian var Fulvia en central årsag til krigen, på grund af hendes jalousi over Antonius og Cleopatras affære i Egypten. Hun kan have eskaleret spændingerne mellem Octavian og Lucius for at trække Antonius' opmærksomhed tilbage til Italien. Appian skrev dog også, at de andre hovedårsager var hærledernes egoistiske ambitioner og deres manglende evne til at kontrollere deres egne soldater.
Sammen med Lucius Antonius samlede Fulvia otte legioner i Italien for at kæmpe for Antonius' sag mod Octavian i det, der er kendt som Perusinerkrigen. Hæren besatte kortvarigt Rom, og Lucius organiserede sine tropper i Praeneste, men trak sig til sidst tilbage til Perusia (dagens Perugia), som Octavian lagde under belejring. Lucius ventede på, at Antonius' legioner i Gallien skulle komme ham til undsætning. Men Antonius, som stadig opholdt sig i de østlige provinser, var uvidende om krigen, og hans legioner var usikre på hans kommandoer og hjalp ikke Lucius. Selvom Fulvia under denne konflikt opholdt sig i Praeneste, er der beviser for, at hun assisterede Lucius. Ifølge Appian "opfordrede hun Ventidius, Asinius og Calenus fra Gallien til at hjælpe Lucius, og efter at have samlet en anden hær, sendte hun den til Lucius under Plancus' ledelse."

#### Fulvias død
Belejringen ved Perusia varede to måneder inden Octavian havde udsultet Lucius til overgivelse i februar 40 f.Kr. Efter Lucius' overgivelse flygtede Fulvia til Grækenland med sine børn. Appian skriver, at hun mødte Antonius i Athen, og han var ked af hendes involvering i krigen. Antonius sejlede derefter tilbage til Rom for at løse sagen med Octavian, og Fulvia døde af en ukendt sygdom i eksil i Sicyon, nær Korinth, Achaea. Efter hendes død brugte Antonius og Octavian det som en mulighed for at give hende skylden for deres uenighed. Ifølge Plutarch, "var der endnu større mulighed for en forsoning med Cæsar. For da Antonius nåede Italien, og Cæsar åbenbart ikke havde til hensigt at rejse nogen anklager mod ham, og Antonius selv var klar til at pålægge Fulvia skylden for, hvad der end blev anklaget mod ham selv." Efter Fulvias død ægtede Antonius Octavians søster, Octavia den Yngre, for offentligt at demonstrere sin forsoning med Octavian, men Antonius genvandt aldrig sin position og indflydelse i Italien.
Da Antonius og Octavia var gift, tog hun sig af og opfostrede alle Fulvias børn. Skæbnen for Fulvias datter, Clodia Pulchra, efter hendes skilsmisse fra Octavian er ukendt. Hendes søn Marcus Antonius Antyllus blev henrettet af Octavian i Alexandria, Egypten i 30 f.Kr., mens hendes yngste barn, Iullus Antonius, blev skånet af Octavian. Iullus blev gift sig med Octavias datter og Octavians niece Claudia Marcella den Ældre og de fik sønnen Lucius Antonius og muligvis en datter Iulla Antonia.

### Citater
1. ↑  Navnet er anført på engelsk og stammer fra Wikidata hvor navnet endnu ikke findes på dansk.
2. ↑  Navnet er anført på engelsk og stammer fra Wikidata hvor navnet endnu ikke findes på dansk.
3. 1 2  "The Early Career of Fulvia". The American Journal of Philology. ISSN 0002-9475.
4. ↑  "With all the vitriolic propaganda surrounding her, it is now very difficult to judge Fulvia's real character and role fairly, but she was certainly one of the most politically visible women of her generation." Adrian Goldsworthy: Augustus.
5. 1 2 3 4  "Antony, Fulvia, and the Ghost of Clodius in 47 B.C.". Greece and Rome. ISSN 0017-3835.
6. ↑  Weir, p. ii.
7. ↑  Weir, p. 2.
8. ↑  Babcock, 3.
9. ↑  Cicero, Philippics.
10. ↑  Cicero.
11. ↑  Cicero.
12. 1 2  Asconius, 28 and 35.
13. ↑  Weir, p. 3.
14. ↑  Asconius.
15. ↑  Babcock, 21.
16. ↑  "Fulvia Reconsidered". Women's History and Ancient History. ISBN 9780807819494.
17. ↑  Welch, 187.
18. ↑  Brennan, T. Corey (2012), "Perceptions of Women's Power in the Late Republic", A Companion to Women in the Ancient World (engelsk), John Wiley & Sons, Ltd, s. 354-366, doi:10.1002/9781444355024.ch26, ISBN 9781444355024
19. ↑  Plut.
20. ↑  Cicero. (Webside ikke længere tilgængelig)
21. ↑  Welch, 189.
22. ↑  Appian.
23. ↑  Babcock, 18.
24. 1 2  Welch, 192.
25. ↑  William Smith's Dictionary of Biography (1873) entry for Fulvia states her marriage to Marc Antony was not before 44BC.
26. ↑  Cicero.
27. ↑  Cicero.
28. ↑  Cicero.
29. ↑  Cicero.
30. ↑  Weir, p. 7.
31. ↑  Weir, p. 135.
32. ↑  Welch, 194
33. ↑  Cicero.
34. ↑  Appian.
35. ↑  Appian.
36. ↑  Dio.47.8.2.
37. ↑  Cassius Dio.48.4.1-6.
38. ↑  Cassius Dio.48.4.1.
39. ↑  Cassius Dio.48.
40. ↑  Appian.
41. ↑  Appian.
42. 1 2  Appian.
43. ↑  Cassius Dio 48.10.3.
44. ↑  Appian.
45. ↑  Cassius Dio 48.15.1.
46. ↑  Appian.
47. 1 2  Plutarch.
48. ↑  Welch,194.

## Yderligere læsning
- G. Dareggi, "Sulle tracce di Fulvia, moglie del triumviro M. Antonio", i G. Bonamente, Augusta Perusia: studi storici e archeologici sull'epoca del bellum Perusinum, Perugia, 2012, 107-115.
- M.-C. Ferriès, F. Delrieux, "Un tournant pour le monnayage provincial romain d'Asie Mineure: les effigies de matrones romaines, Fulvia, Octavia, Livia et Julia (43 aC-37 pC)", i L. Cavalier, M.-C . Ferriès og F. Delrieux, Auguste et l'Asie Mineure, Bordeaux, 2017, 357-383.
- F. Rohr Vio, "Dux femina: Fulvia in armi nella polemica politica di età triumvirale", i T. Lucchelli og F. Rohr Vio, Viri militares: rappresentazione e propaganda tra Repubblica e Principato, Trieste, 2015, 61-89.
- Susanna Roxman, 2007, "Fulvia at Sicyon" (digt), i Imagining Seals, Edinburgh: Dionysia Press.[side mangler][ side havde brug for ]
- C. Schubert, "Homo politicus - femina privata? Fulvia: eine Fallstudie zur späten römischen Republik”, i B. Feichtinger og G. Wöhrle, Gender Studies in den Altertumswissenschaften: Möglichkeiten und Grenzen, Trier, 2002, 65-79
- Celia E. Schultz, Fulvia: at spille om magten i slutningen af den romerske republik. New York, NY: Oxford University Press, 2021. ISBN 9780197601839